# 奧萊尼夫卡 (莫希利夫-波迪利斯基區)
48°23′2″N 27°58′50″E / 48.38389°N 27.98056°E

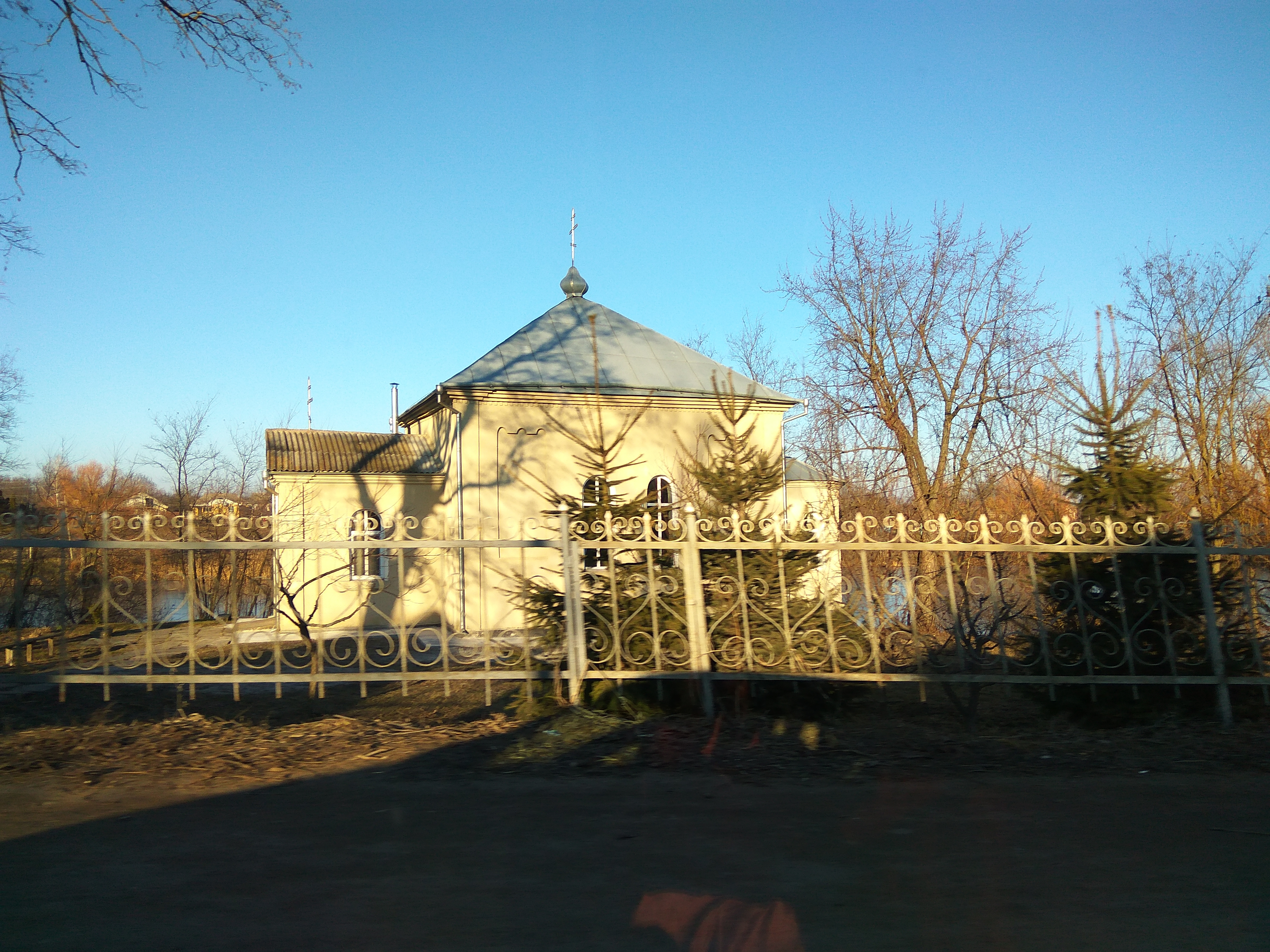
教堂

奧莱尼夫卡（烏克蘭語：Оленівка），是烏克蘭西南部的村莊，隸屬文尼察州的莫希利夫-波迪利斯基区莫希利夫-波迪利斯基市镇。該村面積1.34平方公里，海拔高度207米，2001年人口550，人口密度每平方公里409.23人。